# Racing Engineering
La Racing Engineering è una squadra automobilistica spagnola, che compete nella GP2 Series. La scuderia fu fondata nel 1999 da Alfonso de Orléans-Borbón, e il quartier generale si trova a Sanlúcar de Barrameda, in Andalusia.

## Storia

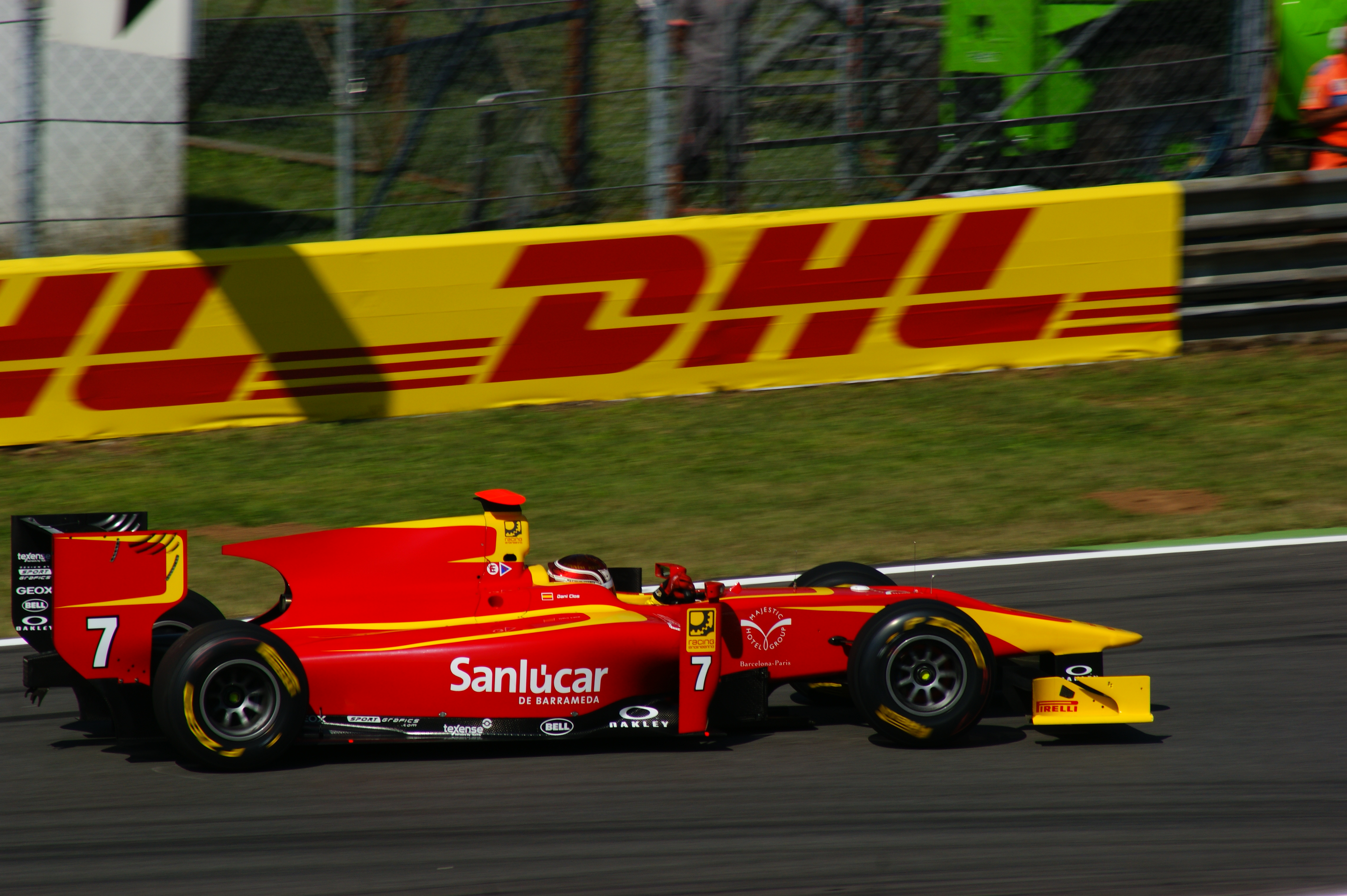
Dani Clos a Monza nel 2011

Nel 2000 e nel 2001 la squadra ha preso parte alla 24 Ore di Le Mans nella classe GT con una Porsche 911 GT3, in entrambi i casi senza concludere la corsa. Negli anni successivi, dal 2001 al 2006, ha partecipato alla F3 spagnola, vincendo in tutte le occasioni il trofeo riservato alle scuderie e ottenendo il titolo piloti con Ander Vilariño nel 2001, con Ricardo Maurício nel 2003 e con Borja García nel 2004. Nel 2002 e nel 2003 è stata presente anche nella World Series by Nissan, nella quale ha vinto il titolo scuderie nel primo anno.
A partire dal 2005, il team si è dedicato alla GP2 Series; nel primo anno ha colto due vittorie con Neel Jani, mentre nel 2007 Javier Villa ha ottenuto la vittoria in tre gare. Nella stagione 2008, la scuderia ha schierato il confermato Villa e Giorgio Pantano, che ha vinto quattro gare in stagione e si è laureato campione tra i piloti, mentre la scuderia si è piazzata al terzo posto.
Le stagioni 2009 e 2010 hanno visto la squadra collocarsi sempre in quarta posizione tra le scuderie, con alcune vittorie all'attivo con Lucas Di Grassi, Dani Clos e Christian Vietoris.
Nel 2011 il team ha debuttato nella GP2 Asia Series, cogliendo il 9º posto in classifica, con una vittoria di Clos. Quest'ultimo ha corso anche nella serie principale, insieme a Vietoris, sostituito da Álvaro Parente in due weekend. A fine stagione il team è terzo in classifica, con 73 punti e due vittorie ottenute da Vietoris.
Nel 2012 i due piloti della scuderia, Fabio Leimer e Nathanaël Berthon, hanno raccolto un totale di otto podi, accumulando 212 punti che hanno portato la squadra al quarto posto finale.
Nel 2013 il team ha concluso il Campionato al terzo posto con Fabio Leimer e Julian Leal al volante. Il giovane svizzero Fabio Leimer ha vinto il titolo mentre il compagno di squadra Julian Leal ha concluso la stagione al 12º posto in classifica.
Nel 2014, la squadra ha assunto Stefano Coletti e il pilota della FDA Raffaele Marciello come piloti per la stagione. La squadra ha ottenuto tre vittorie e il quarto posto nel campionato a squadre, con Coletti al 6º posto e Marciello all'8º posto nel campionato piloti.
Per il 2015, i piloti diventano Jordan King e Alexander Rossi. La squadra ha chiuso al secondo posto in classifica con tre vittorie di Rossi che ha concluso al secondo posto mentre King al 12°.
Il team ha mantenuto Jordan King per la stagione 2016 mentre al posto di Alexander Rossi arriva Norman Nato, il team conclude sempre al secondo posto in classifica.
Nel 2017 approdano al team spagnolo Louis Delétraz e Gustav Malja, dall'ottavo appuntamento in poi Louis Delétraz e Nyck de Vries si scambieranno i sedili con lo svizzero che si accasa nel team italiano Rapax. Il team conclude il campionato in ottava posizione, il peggior risultato mai ottenuto nella categoria, con all'attivo un solo podio ottenuto da Gustav Malja nella gara sprint nel Principato di Monaco.

## Risultati

### GP2 Series e Formula 2
| Stagione | Vettura            | Piloti             | Gare   | Vittorie | Pole | GPV | Punti | C.P. | C.S. |
| -------- | ------------------ | ------------------ | ------ | -------- | ---- | --- | ----- | ---- | ---- |
| 2005     | Dallara-Mecachrome | Neel Jani          | 23     | 2        | 1    | 0   | 48    | 7º   | 5º   |
| 2005     | Dallara-Mecachrome | Borja García       | 22     | 0        | 0    | 0   | 17,5  | 14º  | 5º   |
| 2006     | Dallara-Mecachrome | Adam Carroll       | 21     | 0        | 0    | 0   | 33    | 8º   | 7º   |
| 2006     | Dallara-Mecachrome | Javier Villa       | 21     | 0        | 0    | 0   | 0     | 26º  | 7º   |
| 2007     | Dallara-Mecachrome | Javier Villa       | 21     | 3        | 0    | 0   | 42    | 5º   | 6º   |
| 2007     | Dallara-Mecachrome | Sérgio Jimenez     | 5      | 0        | 0    | 0   | 4     | 24º  | 6º   |
| 2007     | Dallara-Mecachrome | Ernesto Viso       | 3      | 0        | 0    | 0   | 0     | 29º  | 6º   |
| 2007     | Dallara-Mecachrome | Filipe Albuquerque | 2 (4)  | 0        | 0    | 0   | 0     | 32º  | 6º   |
| 2007     | Dallara-Mecachrome | Marcos Martínez    | 8      | 0        | 0    | 0   | 5     | 22º  | 6º   |
| 2008     | Dallara-Mecachrome | Javier Villa       | 19     | 0        | 0    | 0   | 8     | 17º  | 4º   |
| 2008     | Dallara-Mecachrome | Giorgio Pantano    | 19     | 4        | 4    | 4   | 76    | 1º   | 4º   |
| 2009     | Dallara-Mecachrome | Lucas Di Grassi    | 20     | 1        | 1    | 2   | 63    | 3º   | 4º   |
| 2009     | Dallara-Mecachrome | Dani Clos          | 20     | 0        | 0    | 0   | 4     | 21º  | 4º   |
| 2010     | Dallara-Mecachrome | Dani Clos          | 19     | 1        | 1    | 1   | 51    | 4º   | 4º   |
| 2010     | Dallara-Mecachrome | Christian Vietoris | 17     | 1        | 0    | 0   | 29    | 9º   | 4º   |
| 2010     | Dallara-Mecachrome | Ho-Pin Tung        | 2 (15) | 0        | 0    | 0   | 0     | 28º  | 4º   |
| 2011     | Dallara-Mecachrome | Dani Clos          | 18     | 0        | 0    | 0   | 30    | 9º   | 3º   |
| 2011     | Dallara-Mecachrome | Christian Vietoris | 14     | 2        | 1    | 2   | 35    | 7º   | 3º   |
| 2011     | Dallara-Mecachrome | Álvaro Parente     | 4 (12) | 0        | 0    | 0   | 8     | 16º  | 3º   |
| 2012     | Dallara-Mecachrome | Fabio Leimer       | 23     | 0        | 1    | 2   | 152   | 7º   | 4º   |
| 2012     | Dallara-Mecachrome | Nathanaël Berthon  | 23     | 0        | 0    | 0   | 60    | 12º  | 4º   |
| 2013     | Dallara-Mecachrome | Julián Leal        | 23     | 0        | 0    | 0   | 62    | 12º  | 3º   |
| 2013     | Dallara-Mecachrome | Fabio Leimer       | 23     | 3        | 1    | 1   | 201   | 1°   | 3º   |
| 2014     | Dallara-Mecachrome | Raffaele Marciello | 20     | 1        | 0    | 0   | 72    | 8°   | 4°   |
| 2014     | Dallara-Mecachrome | Stefano Coletti    | 20     | 2        | 0    | 5   | 115   | 6°   | 4°   |
| 2015     | Dallara-Mecachrome | Jordan King        | 21     | 0        | 0    | 1   | 60    | 12°  | 2°   |
| 2015     | Dallara-Mecachrome | Alexander Rossi    | 21     | 3        | 1    | 0   | 181.5 | 2°   | 2°   |
| 2016     | Dallara-Mecachrome | Norman Nato        | 22     | 2        | 1    | 1   | 136   | 5°   | 2°   |
| 2016     | Dallara-Mecachrome | Jordan King        | 22     | 2        | 0    | 1   | 122   | 7°   | 2°   |
| 2017     | Dallara-Mecachrome | Nyck de Vries      | 22     | 1        | 0    | 0   | 114   | 7°   | 8°   |
| 2017     | Dallara-Mecachrome | Gustav Malja       | 22     | 0        | 0    | 0   | 44    | 13°  | 8°   |

### GP2 Asia Series
| Stagione | Vettura            | Piloti            | Gare | Vittorie | Pole | GPV | Punti | C.P. | C.S. |
| -------- | ------------------ | ----------------- | ---- | -------- | ---- | --- | ----- | ---- | ---- |
| 2011     | Dallara-Mecachrome | Nathanaël Berthon | 4    | 0        | 0    | 0   | 0     | 23º  | 9º   |
| 2011     | Dallara-Mecachrome | Dani Clos         | 4    | 1        | 0    | 0   | 8     | 9º   | 9º   |